# Championnat de Moldavie de football 2006-2007
Navigation
Championnat de Moldavie 2005-2006 Championnat de Moldavie 2007-2008
Le Championnat de Moldavie de football 2006-2007 est la 16e édition de ce championnat.

## Saison régulière[1]
| Rang | Équipe                  | Pts | J  | G  | N  | P  | Bp | Bc | Diff |
| ---- | ----------------------- | --- | -- | -- | -- | -- | -- | -- | ---- |
| 1    | Sheriff Tiraspol        | 92  | 36 | 28 | 8  | 0  | 70 | 7  | +63  |
| 2    | FC Zimbru Chișinău      | 71  | 36 | 21 | 8  | 7  | 62 | 23 | +39  |
| 3    | Nistru Otaci            | 57  | 36 | 16 | 9  | 11 | 44 | 36 | +8   |
| 4    | FC Dacia Chișinău       | 55  | 36 | 13 | 16 | 7  | 36 | 30 | +6   |
| 5    | FC Tiraspol             | 46  | 36 | 10 | 16 | 10 | 37 | 32 | +5   |
| 6    | FC Olimpia Bălți        | 42  | 36 | 12 | 6  | 18 | 38 | 50 | -12  |
| 7    | FC Politehnica Chișinău | 33  | 36 | 7  | 12 | 17 | 29 | 47 | -18  |
| 8    | Tiligul-Tiras Tiraspol  | 33  | 36 | 6  | 15 | 15 | 23 | 46 | -23  |
| 9    | FC Iskra-Stal Rîbnița   | 31  | 36 | 6  | 13 | 17 | 22 | 43 | -21  |
| 10   | Dinamo Bender           | 22  | 36 | 3  | 13 | 20 | 24 | 71 | -47  |

|  | Champion |
|  | Relégué  |

## Bilan de la saison
| Tableau d'Honneur                   |                    |
| Compétition                         | Vainqueur          |
| Championnat de Moldavie de football | Sheriff Tiraspol   |
| Coupe de Moldavie de football       | FC Zimbru Chișinău |

| Promotions et relégations   |                                  |
| Relégués en Divizia A       | aucun                            |
| Promus en Divizia Națională | Rapid Ghidighici Steaua Chișinău |